# Лос Примерос Пинос, Лос Пинос (Коавајутла де Хосе Марија Изазага)
Лос Примерос Пинос, Лос Пинос (шп. Los Primeros Pinos, Los Pinos) насеље је у Мексику у савезној држави Гереро у општини Коавајутла де Хосе Марија Изазага. Насеље се налази на надморској висини од 440 м.

## Становништво
Према подацима из 2005. године у насељу је живео 1 становник.

### Хронологија
| Година       | 2000        | 2005 |
| ------------ | ----------- | ---- |
| Становништво | 19 (7 / 12) | 1    |

### Попис
| # | Индикатор                        | Вредност |
| - | -------------------------------- | -------- |
| 1 | Укупно појединачних домаћинстава | 1        |